# Arts

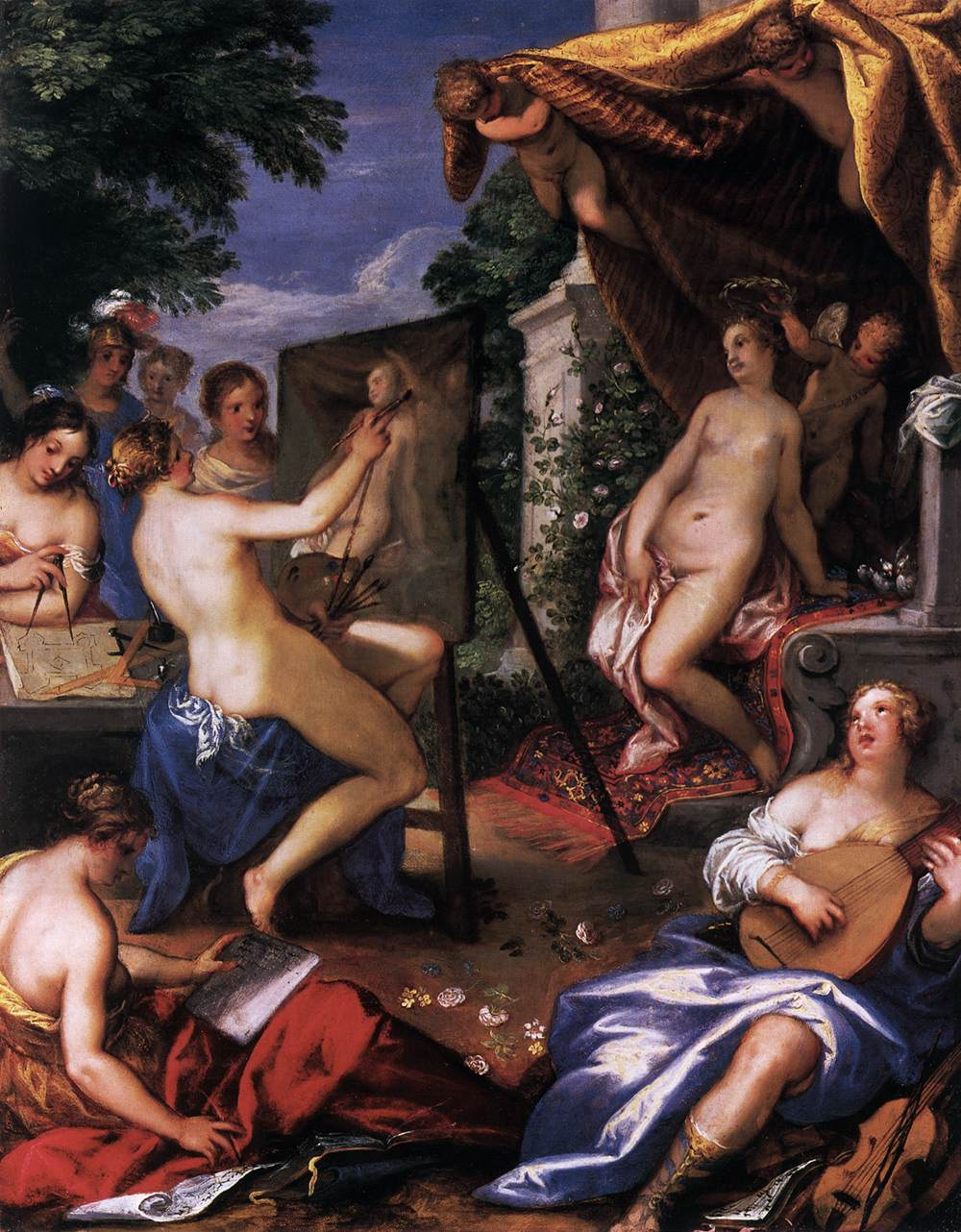
Hans Rottenhammer - Al·legoria de les Arts

Les arts són la teoria, l'aplicació i l'expressió física de la creativitat humana de les cultures i societats a través de les habilitats i la imaginació per produir objectes, entorns i experiències que es puguin compartir amb altres persones. Les categories tradicionals dins de les arts inclouen la literatura (poesia, drama, prosa, etc.), les arts visuals (pintura, dibuix, disseny, etc.), les arts gràfiques (pintura, dibuix, disseny, i altres formes expressades en superfícies planes), les arts plàstiques (escultura, modelatge), les arts decoratives (lacats, disseny de mobles, mosaic, etc.), les arts escèniques (teatre, dansa, música), música (com a composició), i arquitectura (sovint incloent el disseny d'interiors).
Etimològicament, la paraula art procedeix del llatí ars, artis, i del grec τέχνη (téchne), que significa "tècnica". D'aquí ve que fos usada en l'antiguitat per a referir-se també a oficis com la ferreria, a més de les disciplines com la poesia, la pintura o la música. En el seu sentit etimològic, s'entén l'art com una habilitat adquirida, i consegüentment se l'oposa a les facultats atorgades per la natura. Per altra banda, també se l'oposa al coneixement rigorós de la realitat, la ciència.
En el segle XVIII a França es va encunyar el terme Beaux Arts o belles arts. A principis del segle XX el periodista i crític de cinema Ricciotto Canudo va publicar el seu «Manifest de les set arts» (és en aquesta obra on apareix per primera vegada el cinema com a setè art, després de l'arquitectura, l'escultura, la pintura, la música, la dansa i la literatura).